# Haifa-Seilbahn
| Haifa-Seilbahn - רכבל חיפה | Haifa-Seilbahn - רכבל חיפה       |
| -------------------------- | -------------------------------- |
| Haifa-Seilbahn             |                                  |
| Standort:                  | Haifa, Israel                    |
| Bauart:                    | Gruppenumlaufbahn                |
| Baujahr:                   | 1986                             |
| Berg:                      | Karmel                           |
| Talstation:                | Mittelmeer, 6 m                  |
| Höhendifferenz:            | 129 m                            |
| Bergstation:               | Stella Maris 135 m               |
| Streckenlänge:             | 350 m                            |
| Fahrdauer:                 | 1 min                            |
| Anzahl der Gondeln:        | 2×3 Stk.                         |
| Anzahl der Stützen:        | 2 Stk.                           |
| Kapazität:                 | 6 Pers./Kabine, 350 Pers./Stunde |
| Hersteller:                | Doppelmayr                       |
| Betreiber:                 | Haifa Economic Corporation       |

Die Haifa-Seilbahn (hebräisch רַכֶּבֶל חֵיפָה Rakkevel Chejfah) ist eine Luftseilbahn in Haifa, die vom Mittelmeerstrand Bat-Galim-Promenade zum Aussichtspunkt beim Kloster Stella Maris am Berg Karmel führt.

## Geschichte

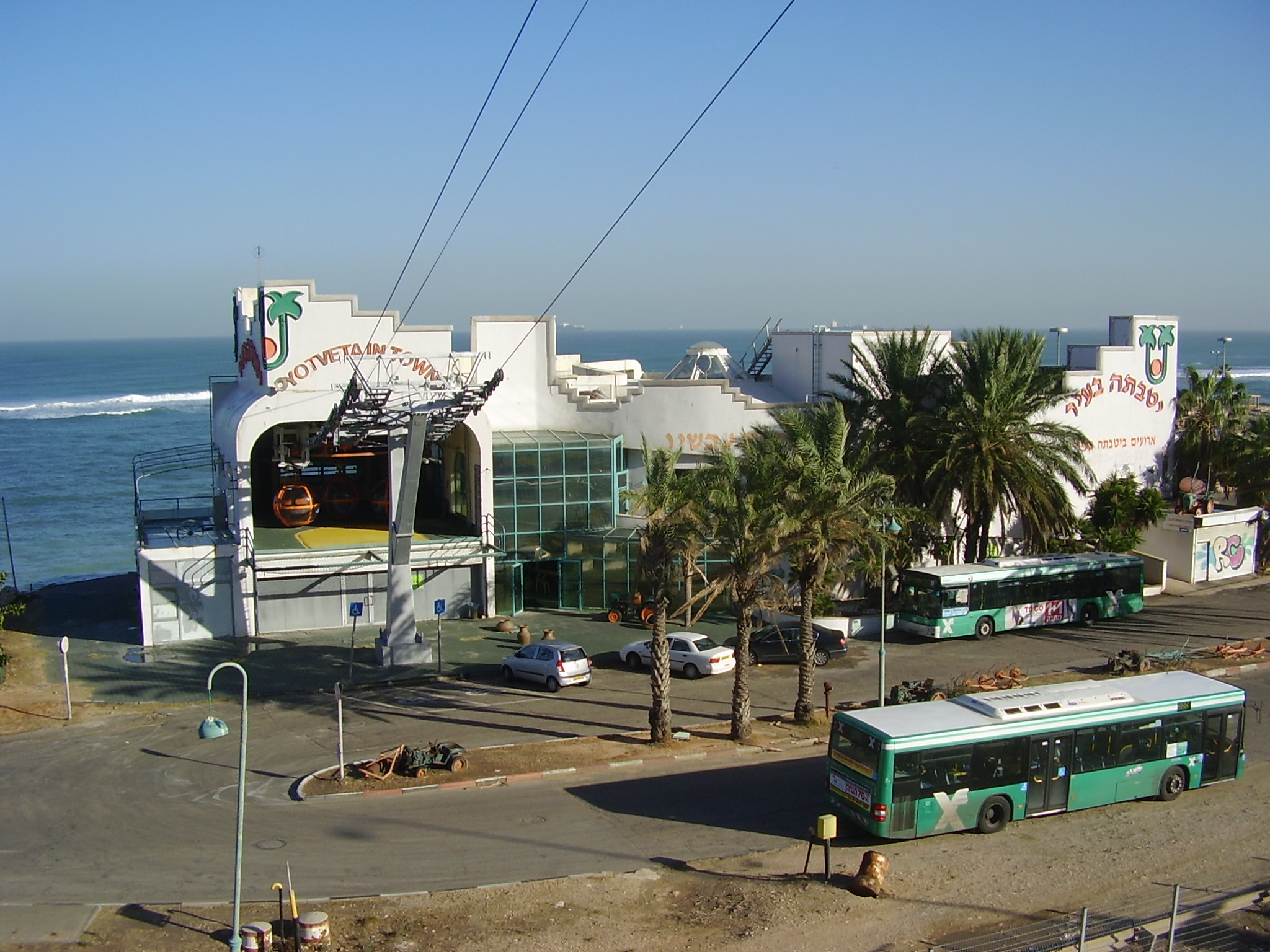
Talstation am Strand

Die Seilbahn wurde in der Amtszeit des Bürgermeisters Aryeh Goral 1983–1986 von Doppelmayr in Zusammenarbeit mit dem Technion Institute in Haifa gebaut, die sechs Kabinen für je sechs Personen wurden von CWA Constructions aus Olten (CH) geliefert. Wegen ihres Aussehens erhielt sie den Spitznamen Gorals Eier.
Während des Libanonkriegs 2006, als Raketen bis nach Haifa gelangten, wurde der Betrieb der Bahn aus Sicherheitsgründen eingestellt.

## Strecke
Die Talstation der Seilbahn liegt neben einem Parkplatz zwischen der Küstenstraße nach Tel Aviv und dem Strand. Die Bergstation befindet sich beim Aussichtspunkt am Karmel zwischen dem Kloster und dem Leuchtturm Stella Maris.

## Technik
Die Antriebsstation befindet sich oben, die Spannstation im Tal. Ursprünglich handelte es sich um eine Einseilumlaufbahn und die Gondeln verfügten über ein Audiosystem, das während der Fahrt Erklärungen zur Aussicht bot. Inzwischen funktioniert der Ton nicht mehr und die Bahn wurde zu einer Einseil-Gruppenumlaufbahn mit zwei Gruppen zu je drei Kabinen umkonfiguriert.